# Мар'янівська сільська рада (Старобешівський район)
| Мар'янівська сільська рада — колишній орган місцевого самоврядування у Старобешівському районі Донецької області з адміністративним центром у c. Мар'янівка. Сільській раді підпорядковані населені пункти: - c. Мар'янівка - с-ще Калініна - с-ще Кірове - с-ще Менчугове - с. Новобешеве - с. Новоселівка - с. Обільне - с. Придорожнє |

## Склад ради
Рада складалася з 20 депутатів та голови.

## Керівний склад сільської ради
| ПІБ                       | Основні відомості                                                 | Дата обрання | Дата звільнення |
| ------------------------- | ----------------------------------------------------------------- | ------------ | --------------- |
| Лісуренко Олена Василівна | Сільський голова, 1970 року народження, освіта, позапартійна      | 26.03.2006   | 13.05.2009      |
| Кочева Олена Михайлівна   | Сільський голова, 1972 року народження, освіта вища, позапартійна | 15.05.2011   |                 |

Примітка: таблиця складена за даними джерела